# Архипов, Дмитрий Николаевич
Дми́трий Никола́евич Архи́пов (род. 1 апреля 1981, Ташкент) — российский спортсмен, член олимпийской сборной команды России по фристайлу (акробатика) на Олимпиаде в Турине. Заслуженный мастер спорта России.
Чемпион мира 2003 года, обладатель Кубка мира. Чемпион России 2001 года.